# Remus Faur
Remus Faur (* 6. Juni 1989 in Bukarest) ist ein rumänischer Biathlet.

## Karriere
Remus Faur startet auf Vereinsebene für den CSS Dinamo Râșnov. Er nahm seit der Saison 2006/07 an internationalen Wettkämpfen des Europacups der Junioren teil. Erstes Großereignis wurden die Biathlon-Juniorenweltmeisterschaften 2007 in Martell, bei denen er 68. des Einzels, 35. des Sprints, 55. der Verfolgung und Staffel-17. wurde. Ein Jahr später belegte er in Ruhpolding die Ränge 39 im Einzel, 44 im Sprint und 41 im Verfolgungsrennen. An der Seite von Roland Gerbacea und Ștefan Gavrilă verpasste Faur als Viertplatzierter knapp eine Staffel-Medaille. Kurz darauf startete er auch bei den Juniorenrennen der Biathlon-Europameisterschaften 2008 in Nové Město na Moravě un erreichte die Plätze 48 im Sprint, 33 in der Verfolgung und wurde Elfter mit der Staffel. Das Einzel beendete er nicht. Erfolgreich verliefen die Sommerbiathlon-Europameisterschaften 2008 in Bansko. Faur gewann den Titel im Massenstartrennen und mit Luminița Pișcoran, Doralina Runceanu und Stefan Gavrila die Silbermedaille im Mixed-Staffelrennen. Seine letzte Junioren-WM lief Faur 2009 in Canmore und wurde 67. des Einzels, 47. des Sprints, 50. der Verfolgung und Neunter mit der Staffel. Es folgte die ebenfalls letzte Teilnahme an den Junioren-Wettbewerben einer Europameisterschaft, Faur erreichte die Plätze 38 im Einzel, 30 im Sprint, 27 in der Verfolgung und fünf mit der Staffel. Im weiteren Verlauf des Jahres startete er auch bei den Juniorenrennen der Sommerbiathlon-Weltmeisterschaften 2009 in Oberhof. Bei den Rennen im Crosslauf kam er auf die Plätze 22 im Sprint und acht in der Verfolgung, auf Skirollern belegte er die Plätze 38 sowohl im Sprint wie auch in der Verfolgung. Letzte internationale Schnee-Meisterschaft bei den Junioren wurden die Sommerbiathlon-Weltmeisterschaften 2010 in Duszniki-Zdrój, wo Faur Sechster im Sprint wurde und sowohl im Verfolgungsrennen wie auch mit Réka Ferencz, Florina Ioana Cîrstea und Roland Gerbacea als Viertplatzierter Medaillen nur um einen Rang verpasste. Im Sommer startete er noch mal bei den Sommerbiathlon-Europameisterschaften 2010 und gewann mit der Junioren-Mixed-Staffel Rumäniens an der Seite von Réka Ferencz, Diana Mihalache und Roland Gerbacea die Bronzemedaille im Mixed-Wettbewerb.
Seit der Saison 2008/09 startet Faur auch bei den Männern im IBU-Cup. In seinem ersten Rennen, einem Einzel in Obertilliach, erreichte er den 73. Platz. Erstmals in die Punkte lief er in der zweithöchsten Rennserie 2011 in Osrblie als 31. eines Einzels. Nur wenig später erreichte der Rumäne mit einem 19. Platz in einem Sprintrennen in Bansko sein bislang bestes Resultat im IBU-Cup. 2011 debütierte er im Biathlon-Weltcup. In seinem ersten Einzel in Ruhpolding wurde er 91. Wenig später erreichte er mit einem 89. Platz in Antholz sein bislang bestes Resultat im Weltcup. Die Biathlon-Europameisterschaften 2011 in Ridnaun wurden erstes Großereignis bei den Männern des Rumänen. Er wurde 54. des Einzels, 51. im Sprint und 45. der Verfolgung. Es folgte die erstmalige Teilnahme an den Biathlon-Weltmeisterschaften, die 2011 in Chanty-Mansijsk ausgetragen wurde. Im Einzel belegte er den 96. Platz und wurde 115. im Sprint. Im Mixed-Staffelrennen wurde er an der Seite von Éva Tófalvi, Réka Ferencz und Roland Gerbacea als Schlussläufer der überrundeten Staffel 23. Im weiteren Verlauf des Jahres startete Faur bei den Sommerbiathlon-Europameisterschaften 2011 in Martell, bei denen er 23. im Sprint, 18. der Verfolgung und an der Seite von Luminița Pișcoran, Diana Marian Salman und Cătălin Pirtu als Schlussläufer der Staffel Siebter wurde.
2018 nahm Faur an den Olympischen Spielen in Pyeongchang teil, wo er im Sprint 68.  und im Einzel 74. wurde.

## Statistiken

### Weltcupplatzierungen
Die Tabelle zeigt alle Platzierungen (je nach Austragungsjahr einschließlich Olympische Spiele und Weltmeisterschaften).
- 1.–3. Platz: Anzahl der Podiumsplatzierungen
- Top 10: Anzahl der Platzierungen unter den ersten zehn (einschließlich Podium)
- Punkteränge: Anzahl der Platzierungen innerhalb der Punkteränge (einschließlich Podium und Top 10)
- Starts: Anzahl gelaufener Rennen in der jeweiligen Disziplin
- Staffel: inklusive Mixed- und Single-Mixed-Staffeln

| Platzierung         | Einzel | Sprint | Verfolgung | Massenstart | Staffel | Gesamt |
| ------------------- | ------ | ------ | ---------- | ----------- | ------- | ------ |
| 1. Platz            |        |        |            |             |         |        |
| 2. Platz            |        |        |            |             |         |        |
| 3. Platz            |        |        |            |             |         |        |
| Top 10              |        |        |            |             |         |        |
| Punkteränge         |        | 1      |            |             | 36      | 37     |
| Starts              | 9      | 34     | 5          |             | 37      | 85     |
| Stand: Karriereende |        |        |            |             |         |        |

### Olympische Winterspiele
Ergebnisse bei Olympischen Winterspielen:
|                                             | Einzelwettbewerbe | Einzelwettbewerbe | Einzelwettbewerbe | Einzelwettbewerbe | Staffelwettbewerbe | Staffelwettbewerbe |
| Sprint                                      | Verfolgung        | Einzel            | Massenstart       | Herrenstaffel     | Mixedstaffel       |                    |
| ------------------------------------------- | ----------------- | ----------------- | ----------------- | ----------------- | ------------------ | ------------------ |
| Olympische Winterspiele 2018 \| Pyeongchang | 68.               | –                 | 74.               | –                 | 14.                | –                  |